# Liste der Monuments historiques in Maisse
Die Liste der Monuments historiques in Maisse führt die Monuments historiques in der französischen Gemeinde Maisse auf.

## Liste der Bauwerke
| Bezeichnung      | Beschreibung | Standort           | Kennzeichnung | Schutzstatus | Datum | Bild |
| ---------------- | ------------ | ------------------ | ------------- | ------------ | ----- | ---- |
| Friedhofskreuz   |              | (Lage)             | PA00087942    | Classé       | 1965  |      |
| Kirche St-Médard |              | (Lage)             | PA00087943    | Inscrit      | 1926  |      |
| Grotte           |              | Tramerolles (Lage) | PA00087944    | Classé       | 1955  |      |

## Liste der Objekte
- Monuments historiques (Objekte) in Maisse der Base Palissy des französischen Kultusministeriums